# Fontegreca
Fontegreca là một đô thị ở tỉnh Caserta trong vùng Campania của Ý, có vị trí cách khoảng 70 km về phía bắc của Napoli và khoảng 45 km về phía tây bắc của Caserta. Tại thời điểm ngày 31 tháng 12 năm 2004, đô thị này có dân số 866 người và diện tích là 9,6 km².
Fontegreca giáp các đô thị: Capriati a Volturno, Ciorlano, Gallo Matese, Prata Sannita.